# Hubert Blaine Wolfeschlegelsteinhausenbergerdorff Sr.
Hubert Wolfstern, (también conocido como Hubert B. Wolfe + 666 Sr., Hubert Blaine Wolfe+585 Sr. y Hubert Blaine Wolfe+590 Sr., entre otros), (Hamburgo, 4 de agosto de 1914 o 29 de febrero de 1904-Filadelfia, 24 de octubre de 1997) es el nombre abreviado de un tipógrafo estadounidense de origen alemán que ha ostentado el récord del nombre personal más largo jamás utilizado. El nombre de Hubert se compone de 27 nombres. Cada uno de sus 26 nombres comienza con una letra diferente del alfabeto inglés en orden alfabético; a éstos les sigue un apellido enormemente largo de una sola palabra. La longitud y la ortografía exactas de su nombre han sido objeto de gran confusión debido, en parte, a las diversas interpretaciones que se han hecho a lo largo de los años, muchas de las cuales están plagadas de errores tipográficos. Una de las versiones publicadas más largas y fiables, con un apellido de 666 letras, es la siguiente:
Adolph Blaine Charles David Earl Frederick Gerald Hubert Irvin John Kenneth Lloyd Martin Nero Oliver Paul Quincy Randolph Sherman Thomas Uncas Victor William Xerxes Yancy Zeus Wolfeschlegelsteinhausenbergerdorffwelchevoralternwarengewissenhaftschaferswessenschafewarenwohlgepflegeundsorgfaltigkeitbeschutzenvorangreifendurchihrraubgierigfeindewelchevoralternzwolfhunderttausendjahresvorandieerscheinenvonderersteerdemenschderraumschiffgenachtmittungsteinundsiebeniridiumelektrischmotorsgebrauchlichtalsseinursprungvonkraftgestartseinlangefahrthinzwischensternartigraumaufdersuchennachbarschaftdersternwelchegehabtbewohnbarplanetenkreisedrehensichundwohinderneuerassevonverstandigmenschlichkeitkonntefortpflanzenundsicherfreuenanlebenslanglichfreudeundruhemitnichteinfurchtvorangreifenvorandererintelligentgeschopfsvonhinzwischensternartigraum Sr.